# Јеврејска улица (Београд)
| Јеврејска улица | Јеврејска улица   |
| --- | ----------------- |
| |                   |
| Општина | Стари град        |
| Почетак | Улица цара Душана |
| Крај | Дунавска улица    |
| Дужина | 380 m             |
| Ширина | 10 m              |
| Названа | 18. век           |
| Стари називи | Juden             |
| |                   |
| |                   |
| Дом две јеврејске хуманитарне организације у периоду до Другог светског рата, као и седиште Културног центра Рекс и Фонда Б92 (1993-2018) |                   |

Јеврејска улица је улица на Дорћолу у Градској општини Стари град у Београду, која се налази у некадашњој Јеврејској махали.
Протеже се између Улице цара Душана и Дунавске улице, а пресеца Улицу Високог Стевана и Солунску.

## Назив улице
Јеврејска улица је једна од ретких београдских улица која је успела да сачува своје име пуна два века. На плану града с краја 18. века, уцртана је улица под именом Juden, што је њен старији назив из периода аустријске владавине Београдом.

## Историјат
Улица се протеже централним делом некадашње Јеврејске махале, која је била средиште јеврејске популације у Београду од прве половине 16. века до последњих деценија 19. века. На површини омеђеној Јеврејском, Солунском и улицама Високог Стевана и Тадеуша Кошћушка, налазила се синагога Ел кал вјеж - прва београдска синагога, саграђена крајем 17. века и срушена након Другог светског рата.
Зграде на адреси Јеврејска 16 је подигнута 1927. године за потребе два јеврејска добротворна друштва, међу којима и сефардског друштва Онег Шабат, а данас представља најбоље очувани пример јеврејске архитектуре у Београду. Од 1993. до 2018. године, у овом здању су били смештени Културни центар Рекс и Фонд Б92. Од 2017. године, овде је седиште Јеврејског културног центра.